# SMS Gefion

La frégate SMS Gefion est un navire qui fut d'abord sous drapeau danois en 1843 et qui navigua ensuite sous le drapeau de la marine du royaume de Prusse, de la Reichsflotte, puis de la marine impériale allemande. La SMS Gefion a été désarmée en 1891 et a coulé en 1914.

## Historique
La frégate a été baptisée du nom de Gefion, personnage de la mythologie nordique, et mise à l'eau en 1843. C'est pendant la guerre du Schleswig-Holstein de 1848-1851 qu'elle s'illustre, mais elle est prise par les Prussiens à la bataille d'Eckernförde du 5 avril 1849. Elle est réparée, puis entre en service dans la marine de la confédération germanique, sous le nom d’Eckernförde. Elle fait partie de la marine du royaume de Prusse en 1852 et reprend son nom initial.

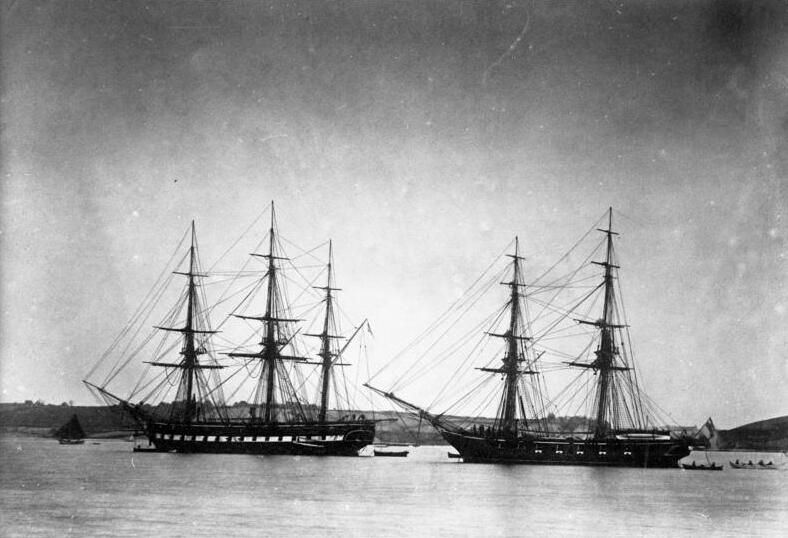
Le SMS Gefion à gauche, et le SMS Rover à droite, en 1861

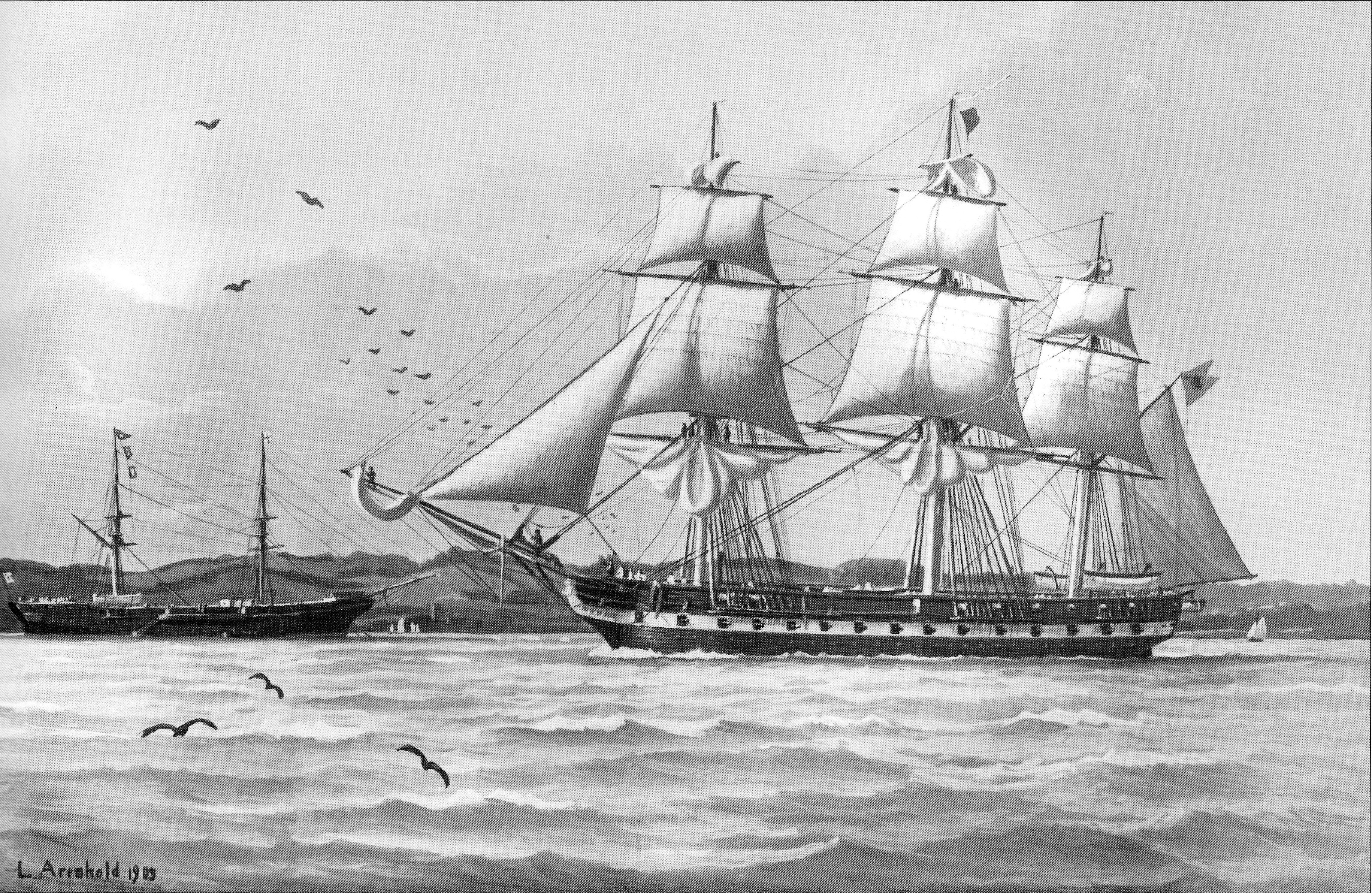
Le SMS Barbarossa et le SMS Gefion.

La frégate est stationnée à partir de 1870 à Kiel, base de la Kaiserliche Marine, pour la flotte de la mer Baltique, puis redevient navire de guerre, le 5 avril 1880, et croise en mer à partir de mai. Elle est désarmée en 1891 dans les chantiers navals de Kiel, et il semble qu'elle ait coulé en 1914, atteinte par un tir d'un torpilleur de Kolberg.
Sa figure de proue, à l'effigie de Gefion, se trouve aujourd'hui à l'hôtel de ville d'Eckernförde, et une copie se trouve dans le parc de la ville, avec l'ancre du navire.
Le futur amiral Henning von Holtzendorff a servi à son bord.

## Source
- (de) Cet article est partiellement ou en totalité issu de l’article de Wikipédia en allemand intitulé « SMS Gefion (1843) » (voir la liste des auteurs).